# Campaña presidencial de Orrin Hatch de 2000
La campaña presidencial de Orrin Hatch de 2000 comenzó oficialmente el 1 de julio de 1999 con el establecimiento de un comité exploratorio. Hatch, un senador estadounidense de Utah, había sido senador desde 1977 y, en el momento de su anuncio, era un funcionario de alto rango en varios comités del Senado, en particular, el presidente del Comité Judicial del Senado. Se había establecido como un republicano conservador conocido por trabajar con los demócratas liberales en importantes proyectos de ley bipartidistas, como el proyecto de ley del Programa de Seguro Médico Infantil de 1997. Desde el comienzo de su campaña, Hatch enfatizó su experiencia en el gobierno federal y atacó la aparente falta de experiencia del favorito republicano, el gobernador de Texas, George W. Bush. Sin embargo, numerosos comentaristas señalaron que era poco probable que la campaña de Hatch tuviera éxito, debido a su entrada tardía en la carrera y la posición dominante de Bush en la recaudación de fondos y las encuestas de opinión. A lo largo de su campaña, Hatch luchó por recaudar dinero y siempre obtuvo resultados de un solo dígito en las encuestas. En enero de 2000, ocupó el último lugar en los caucus de Iowa y anunció el 26 de enero que ponía fin a su campaña, apoyando al eventual candidato Bush, quien ganaría las elecciones presidenciales de Estados Unidos de 2000. Hatch permaneció en el Senado durante varios años más después de su campaña y en 2015, como el miembro más antiguo del Senado, se convirtió en presidente pro tempore. En 2019, decidió retirarse, poniendo fin a su carrera de 42 años como el senador republicano de mayor rango, antes de morir en 2022.

## Antecedentes

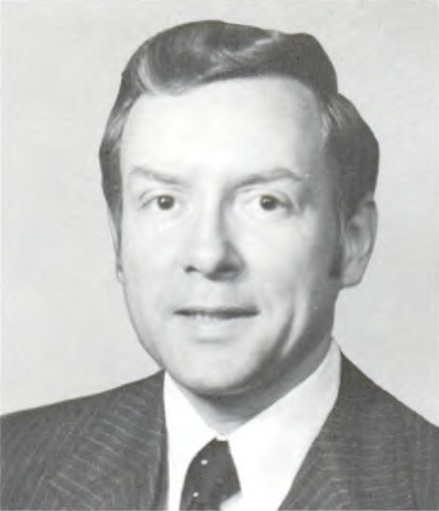
Foto oficial de Orrin Hatch en el Senado, 1977.

Orrin Grant Hatch nació en 1934 en Homestead, Pensilvania. En 1959, se graduó con una licenciatura en historia de la Universidad Brigham Young, y en 1962 recibió un Doctorado en Jurisprudencia de la Escuela de Derecho de la Universidad de Pittsburgh. Después de esto, comenzó a ejercer la abogacía en Pensilvania. Más tarde se mudó a Utah, donde continuó ejerciendo la abogacía en Salt Lake City. Miembro activo de La Iglesia de Jesucristo de los Santos de los Últimos Días, Hatch fue misionero mormón en 1954 y más tarde serviría como obispo y miembro del sumo consejo de estaca.
En 1976, Hatch se postuló como candidato republicano en las elecciones al Senado de los Estados Unidos de ese año y ganó con una campaña que, según Deseret News, se basó en los «principios rectores de gobierno limitado, restricción fiscal e integridad en el servicio público». En el Senado, Hatch ocupó cargos en varios comités, incluso como presidente del comité sobre el Poder Judicial. Hatch fue un destacado conservador e influyó en la confirmación de numerosos jueces federales conservadores, incluido el candidato a la Corte Suprema Clarence Thomas en 1991. Sin embargo, Hatch también trabajó extensamente con el senador Ted Kennedy, un demócrata liberal, en varias leyes bipartidistas, como el proyecto de ley del Programa de Seguro Médico Infantil en 1997. Un artículo de 1999 de The New York Times declaró que, si bien Hatch todavía era conservador, había adoptado una visión más centrista sobre temas relacionados con los niños y la salud. Según el Times, estas posiciones habían alejado a Hatch de algunos de los miembros más conservadores del Partido Republicano, y el representante Henry Hyde, un colega republicano, dijo: «Él no es un conservador de movimiento». Si bien Hatch había considerado postularse para presidente en las décadas de 1980 y 1990, finalmente decidió no hacerlo, ya que no deseaba competir contra los candidatos también republicanos Ronald Reagan, George H. W. Bush o Bob Dole en sus campañas.

## Desarrollo de la campaña

### Expresando interés
A lo largo de 1999, Hatch expresó interés en buscar la nominación del Partido Republicano para las elecciones presidenciales de Estados Unidos de 2000. A principios de ese año, la Legislatura Estatal de Utah enmendó una ley electoral que le permitiría postularse para presidente y también hacer campaña para la reelección para su escaño en el Senado, y un artículo de junio de 1999 en The Salt Lake Tribune indicó que Hatch había expresado interés en postularse en una convención republicana estatal. El 22 de junio de 1999, Hatch, hablando con los periodistas en el Capitolio de los Estados Unidos, anunció su intención de postularse para presidente. En el anuncio, Hatch destacó su experiencia trabajando con miembros de los partidos demócrata y republicano para aprobar legislación en el Senado y afirmó que abordaría temas relacionados con Medicare, la Seguridad Social y «una ruptura racial en el país» si fuera elegido presidente de los Estados Unidos. Hatch también declaró que el tema más importante en juego en la elección se refería a la capacidad del presidente para nominar jueces federales y afirmó que tenía más experiencia con el poder judicial que cualquiera de los otros candidatos. Si bien Hatch admitió que el gobernador de Texas, George W. Bush, era considerado en ese momento el favorito del partido, se posicionó como una alternativa a Bush y dijo que sería bueno «tener a alguien que no esté en deuda con el sistema republicano». En el momento de su anuncio, varios otros republicanos ya habían entrado en la carrera, incluido el ex-vicepresidente Dan Quayle, los senadores John McCain y Bob Smith, el representante John Kasich y el exgobernador de Tennessee Lamar Alexander. Al abordar esto, Hatch dijo: «Sé que es tarde, pero no creo que sea demasiado tarde». Debido a su entrada tardía en la carrera, algunos comentaristas creían que Hatch se postulaba para asegurar un puesto de quien fuera el candidato republicano real, como su elección para compañero de fórmula, candidato a juez de la Corte Suprema o fiscal general, aunque Hatch negó estas acusaciones. En el momento de su anuncio, afirmó que pronto se haría un anuncio oficial sobre sus planes para postularse.

### Comité exploratorio
El 1 de julio, Hatch anunció oficialmente su candidatura, presentó una declaración de candidatura ante la Comisión Federal de Elecciones y formó un comité exploratorio. Mientras hacía campaña oficialmente para la nominación presidencial, Hatch también comenzó a postularse para la reelección al Senado, ya que su mandato expiraba en enero de 2001. Al mes siguiente, Hatch terminó en el último lugar entre los nueve candidatos que habían participado en la encuesta informal de Iowa, y también terminó último en otra encuesta informal celebrada en Alabama detrás del presentador de programas de radio Alan Keyes, siendo los dos los únicos candidatos quienes participaron. Para octubre, Hatch había recaudado aproximadamente $1 millón en fondos de campaña, menos del dos por ciento de los $56 millones que Bush había recaudado en ese momento. El periodista David Rosenbaum declaró que Hatch estaba haciendo campaña «aparentemente de manera quijotesca» y afirmó que casi ningún republicano creía que ganaría la nominación. Sin embargo, según el estratega jefe de Hatch, Sal Russo, Hatch creía que la ventaja de Bush flaquearía, lo que le permitiría perseguir a sus antiguos seguidores. Hatch anticipó que la nominación republicana probablemente se reduciría a él, Bush y McCain, mientras que el Partido Demócrata probablemente nominaría a Bill Bradley o Al Gore.
Para diciembre, Hatch había recaudado $1,3 millones, muy por detrás de los favoritos Bush ($57,7 millones), el empresario Steve Forbes ($20,6 millones) y McCain ($9,4 millones). Ese mes, Hatch, Keyes y Gary Bauer fueron los únicos tres candidatos que asistieron a un mitin en Mánchester, Nuevo Hampshire, organizado por los propietarios de armas de Nuevo Hampshire. Un artículo en The New York Times indicó que los tres candidatos obtenían alrededor del uno por ciento cada uno en los sondeos de opinión, mientras que Richard Bond, expresidente del Comité Nacional Republicano, escribió un artículo de opinión para el periódico en el que pedía que se retiraran de la carrera, diciendo: «La verdad es que Orrin Hatch, Alan Keyes y Gary Bauer han tenido mucho tiempo para establecerse como candidatos viables, y han fracasado». Casi al mismo tiempo, Hatch alegó que su pobre desempeño en la carrera hasta ese momento podía deberse al antimormonismo entre los medios de comunicación y los votantes en general. Si era elegido, Hatch hubiera sido el primer mormón en ocupar el cargo de presidente de los Estados Unidos, aunque una encuesta reciente de Gallup mostró que el 17 por ciento de los estadounidenses no consideraría a una persona para la presidencia si fuera mormón. En diciembre, el Chicago Tribune informó que uno de los objetivos de Hatch, de ser elegido, sería abolir el Servicio de Impuestos Internos y reemplazarlo con un nuevo sistema fiscal.

### Caucus de Iowa y retiro

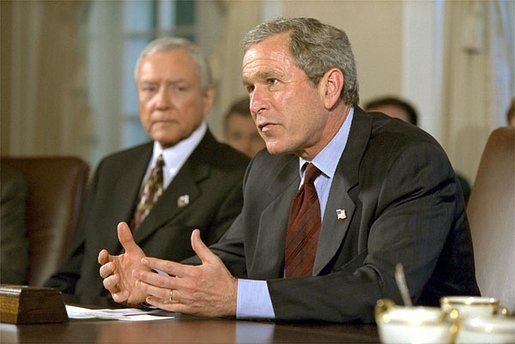
Hatch (izquierda) terminó el caucus de Iowa muy por detrás del ganador George W. Bush (derecha), quien se aseguraría la nominación republicana y eventualmente la presidencia.

Al entrar en 2000, Hatch siguió detrás de otros candidatos tanto en las encuestas como en la recaudación de fondos. Con los caucus de Iowa acercándose, Hatch y su campaña declararon que esperaban terminar en el cuarto lugar, y la campaña creía que era muy poco probable una mejor actuación que esa. En ese momento, estaba votando entre cero y dos por ciento en el estado. El lunes 24 de enero, Hatch terminó en sexto lugar en los caucus con menos de 1000 votos, ocupando el último lugar y recibiendo solo el uno por ciento de los votos. Bush terminó primero, seguido por Forbes, Keyes y Bauer, el último de los cuales recibió el nueve por ciento de los votos. McCain, que no hizo campaña activamente en Iowa, terminó por delante de Hatch con el cinco por ciento de los votos. Hatch salió del estado ese mismo día, antes de que se contaran todos los votos y sin hacer una aparición pública. Mientras planeaba tener una conferencia de prensa en Washington D. C. al día siguiente, una tormenta de nieve impidió que esto ocurriera. Ese mismo día, The New York Times informó que Hatch había decidido retirarse de la contienda y estaba planeando una conferencia de prensa reprogramada para el 26 de enero, en la sala de audiencias del Comité Judicial del Senado. El 26 de enero, Hatch anunció que se retiraba de la carrera, citando su último puesto en los caucus de Iowa. Dijo que apoyaría a Bush para la nominación y opinó que su ingreso tardío a la carrera podía haber llevado a su pobre desempeño. Durante su discurso, afirmó que, aunque se había preguntado si la tormenta de nieve del día anterior había sido una señal de Dios para continuar con la campaña, su esposa le había dicho: «No, los caucus de Iowa fueron la señal de Dios».

## Secuelas
Después de su retiro, Hatch continuó sirviendo como presidente del Comité Judicial del Senado. En una entrevista con CNN durante la Convención Nacional Republicana de 2000, reiteró su apoyo al candidato republicano Bush y expresó dudas de que Bush, de ser elegido, lo elegiría como su fiscal general. Bush finalmente fue elegido presidente, mientras que Hatch fue reelegido para el Senado. En 2015, Hatch, para entonces el miembro más antiguo del Senado, se convirtió en presidente pro tempore del Senado, lo que lo convirtió en el tercero en la línea de sucesión presidencial. Fue un ferviente partidario del presidente Donald Trump y, en 2018, influyó en la confirmación del candidato a la Corte Suprema Brett Kavanaugh. En 2018, a pesar de que Trump le urgió buscar la reelección, Hatch anunció que se retiraría al final de su mandato el año siguiente, poniendo fin a su carrera de 42 años como senador. Su largo tiempo en el cargo lo convirtió en el senador republicano con más años de servicio en la historia. Murió en 2022 a la edad de 88 años.